# Mite Skerry
Die Mite Skerry ist eine kleine Insel vor der Fallières-Küste des Grahamlands auf der Antarktischen Halbinsel. Sie liegt im Süden der Einfahrt zur Lystad Bay von Horseshoe Island.
Der Falkland Islands Dependencies Survey benannte sie zwischen 1955 und 1957 in Anlehnung an die Benennung der benachbarten Mane Skerry. Beider Namen leitet sich von einem Rechtschreibfehler des englischen „[with] might and main“ (deutsch „[mit] aller Gewalt“) ab.